# Lỗ đen đôi
Một lỗ đen đôi (viết tắt ở tiếng Anh là BBH) là một hệ thống bao gồm hai lỗ đen ở quỹ đạo gần nhau. Giống như bản thân các lỗ đen, các lỗ đen đôi thường được chia thành các lỗ đen sao đôi, được hình thành dưới dạng tàn dư của các hệ sao đôi khối lượng lớn hoặc bằng các quá trình tác dụng và bắt lẫn nhau; và các lỗ đen đôi siêu lớn, được cho là kết quả của sự hợp nhất giữa các thiên hà.
Trong nhiều năm, việc chứng minh sự tồn tại của các lỗ đen đôi gặp rất nhiều khó khăn do bản chất của chính các lỗ đen và các phương tiện phát hiện để hố đen rất hạn chế. Tuy nhiên, trong trường hợp khi một cặp lỗ đen hợp nhất, một lượng năng lượng khổng lồ sẽ được tỏa ra dưới dạng sóng hấp dẫn, với các dạng sóng đặc biệt có thể được tính toán bằng thuyết tương đối rộng. Do đó, trong cuối thế kỷ 20 và đầu thế kỷ 21, các lỗ đen đôi trở nên rất được quan tâm về mặt khoa học như một nguồn tiềm năng của các sóng hấp dẫn, và thậm chí cả sóng hấp dẫn có thể được chứng minh là tồn tại. Sự hợp nhất lỗ đen đôi sẽ là một trong những nguồn sóng hấp dẫn mạnh nhất được biết đến trong Vũ trụ, và do đó mang lại cơ hội tốt để phát hiện trực tiếp những sóng như vậy. Khi các lỗ đen quay quanh quỹ đạo và phát ra các sóng này, quỹ đạo bị suy giảm và chu kỳ quỹ đạo giảm. Giai đoạn này được gọi là cảm hứng lỗ đen đôi. Các lỗ đen sẽ hợp nhất khi chúng ở đủ gần. Sau khi hợp nhất, lỗ đơn sẽ lắng xuống một dạng ổn định, thông qua một giai đoạn gọi là "ringdown", nơi mà bất kỳ sự biến dạng nào trong hình dạng cầu đều bị tiêu tan và tạo nhiều sóng hấp dẫn hơn. Trong khoảng khoắc cuối cùng, các lỗ đen có thể đạt vận tốc cực lớn và biên độ sóng hấp dẫn đạt đến cực đại.
Sự tồn tại của các lỗ đen sao đôi (và bản thân sóng hấp dẫn) cuối cùng đã được xác nhận khi LIGO phát hiện GW150914 (được phát hiện vào tháng 9 năm 2015, được công bố vào tháng 2 năm 2016), một dấu hiệu sóng hấp dẫn đặc biệt của hai lỗ đen khối lượng sao hợp nhất có khối lượng khoảng 30 khối lượng Mặt trời từng xảy ra cách chúng ta khoảng 1,3 tỷ năm ánh sáng. Trong 20 ms cuối cùng của chuyển động xoắn ốc vào trong và hợp nhất, GW150914 giải phóng ra  xung quanh 3 khối lượng mặt trời dưới dạng năng lượng hấp dẫn, đạt cực đại với công suất 3,6 × 1049 watt - nhiều hơn công suất tổng hợp của tất cả ánh sáng của tất cả các ngôi sao trong vũ trụ quan sát được cộng lại với nhau. Về loại hố đen đôi siêu lớn thì đã có một số ứng cử viên, nhưng hiện vẫn chưa được chứng minh tồn tại.

## Những phát hiện
Các lỗ đen đôi siêu lớn được cho là hình thành trong quá trình sáp nhập thiên hà. Một số ứng cử viên có khả năng cho lỗ đen đôi là các thiên hà có nhân kép mà vẫn cách xa nhau. Một hạt nhân đôi ví dụ là thiên hà NGC 6240. Các lỗ đen đôi gần hơn thì có khả năng nằm trong các thiên hà có một nhân đơn với các vạch phát xạ kép. Các ví dụ bao gồm SDSS J104807.74 + 005543.5 và EGSD2 J142033.66 525917.5. Các thiên hà  có hạt nhân khác cũng có sự phát xạ định kỳ cho thấy là các vật thể lớn quay quanh một lỗ đen trung tâm, ví dụ như trong thiên hà OJ287.
Chuẩn tinh PG 1302-102 dường như có một lỗ đen anh em quay quanh với chu kỳ quỹ đạo là 1900 ngày.
Lỗ đen đôi khối lượng sao đã được chứng minh là tồn tại, bằng sử dụng dữ iệu ở phát hiện đầu tiên về sự kiện sáp nhập lỗ đen GW150914 bởi LIGO.

## Vòng đời

### Xoắn ốc
Giai đoạn đầu tiên trong cuộc đời của lỗ đen đôi là quỹ đạo xoắn ốc, một quỹ đạo thu hẹp dần. Các giai đoạn đầu tiên của quỹ đạo xoắn ốc đó mất một thời gian rất dài, vì sóng hấp dẫn phát ra rất yếu khi các lỗ đen ở xa nhau. Ngoài việc quỹ đạo co lại do phát ra sóng hấp dẫn, mômen động lượng phụ có thể bị mất do tương tác với các vật chất khác hiện tại, chẳng hạn như các ngôi sao khác.
Khi quỹ đạo của các lỗ đen co lại, tốc độ tăng và phát xạ sóng hấp dẫn tăng. Khi các lỗ đen ở gần hơn nữa thì sóng hấp dẫn làm cho quỹ đạo co lại nhanh chóng.
Quỹ đạo ổn định cuối cùng hoặc quỹ đạo tròn ổn định trong cùng (Innermost stable circular orbit - ISCO) là quỹ đạo trong cùng trước khi các lỗ đen chuyển từ quỹ đạo xoắn ốc sang hợp nhất.

### Hợp nhất
Tiếp theo thì hai lỗ đen bắt đâu lao vào,khi đó hai lỗ đen gặp nhau, sau đó là sự hợp nhất. Phát xạ sóng hấp dẫn sẽ cục đại tại thời điểm này.

### Ringdown
Ngay sau khi hợp nhất, một lỗ đen duy nhất sẽ "rung". Cái sự rung này sẽ giảm bớt dần đi do sự phát ra của sóng hấp dẫn. Trong lúc này, hầu hết các sóng hấp dẫn được phát ra đều đi về phía chân trời sự kiện, và biên độ của những sóng này giảm đi. Các sóng hấp dẫn được phát hiện từ xa có dao động giảm nhanh, do tiếng vọng của sự kiện hợp nhất là kết quả của các vòng xoắn ốc gần hơn và gần hơn xung quanh lỗ đen tạo thành.

## Những quan sát
Những quan sát đầu tiên về các lỗ đen sao đôi được hợp nhất, GW150914, được thực hiện bởi máy dò LIGO. Theo quan sát từ Trái đất, một cặp lỗ đen có khối lượng ước tính khoảng 36 và 29 lần so với Mặt trời đã quay với nhau và hợp nhất để tạo thành một lỗ đen có khối lượng 62 Mặt trời (xâp xỉ) vào ngày 14 tháng 9 năm 2015, lúc 09:50 UTC. Khối lượng ba lần mặt trời được chuyển đổi thành sóng hấp dẫn trong phần cuối cùng của giây, với công suất cực đại 3,6 × 1056 ergs/giây (200 khối lượng mặt trời mỗi giây), gấp 50 lần tổng công suất phát ra của tất cả các ngôi sao trong vũ trụ có thể quan sát được. Sự hợp nhất diễn ra với khoảng cách 440 megaparsec từ Trái đất, lúc giữa 600 triệu đến 1,8 tỷ năm trước. Dữ liệu của quan sát là phù hợp với dự đoán của thuyết tương đối.

## Mô hình Toán học
Một số mô hình toán học đơn giản có thể được sử dụng cho trường hợp các lỗ đen ở xa nhau, trong giai đoạn quay xoắn ốc, và cũng để giải quyết cho giai đoạn cuối của sự hợp nhất
Các phép tính gần đúng có thể được sử dụng cho giai đoạn quay xoắn ốc. Những phương trình này gần đúng với các phương trình trường tương đối rộng thêm các ẩn số phụ vào các phương trình trong lực hấp dẫn Newton. Phương trình một vạt thể (Effective-one-body - EOB) giải quyết động lực học của hệ thống lỗ đenđôi bằng cách biến đổi các phương trình thành các phương trình của một vật thể đơn lẻ. Điều này đặc biệt hữu ích khi tỷ lệ khối lượng lớn, chẳng hạn như một lỗ đen khối lượng sao hợp nhất với một lỗ đen nhân thiên hà, nhưng cũng có thể được sử dụng cho các hệ thống vật thể với khối lượng bằng nhau.
Đối với giai đoạn "ringdown", lý thuyết nhiễu loạn lỗ đen có thể được sử dụng. Lỗ đen Kerr cuối cùng sẽ bị biến dạng và có thể tính được tần số phổ mà nó tạo ra.
Để giải quyết toàn bộ quá trình , bao gồm cả sự hợp nhất, đòi hỏi phải giải các phương trình đầy đủ của thuyết tương đối rộng. Điều này có thể được thực hiện trong mô phỏng thuyết tương đối số (Numerical relativity). Thuyết tương đối số mô hình hóa không-thời gian và mô phỏng sự thay đổi của nó theo thời gian. Trong những tính toán này, điều quan trọng là phải có đủ chi tiết nhỏ gần với các lỗ đen, nhưng vẫn có đủ để xác định và tính toán sóng hấp dẫn lan truyền đến vô cùng. Để làm phương trình ít ẩn số hơn đủ để tính toán trong một thời gian hợp lý, có thể sử dụng các hệ tọa độ đặc biệt như tọa độ Boyer-Lindquist hoặc tọa độ mắt cá (fish-eye coordinates).
Các kỹ thuật về thuyết tương đối số được cải thiện đều đặn từ những nỗ lực ban đầu trong những năm 1960 và 1970. Tuy nhiên, các mô phỏng về các lỗ đen quay quanh quỹ đạo đã không thể thực hiện được cho đến khi ba nhóm độc lập phát triển các phương pháp mới mang tính đột phá để lập mô hình về quỹ đạo xoắn ốc, sự hợp nhất và quá trình "ringdown" của các lỗ đen đôi vào năm 2005.
Kết quả từ các tính toán có thể bao gồm cả năng lượng liên kết. Trong một quỹ đạo ổn định, năng lượng liên kết là mức tối thiểu cục bộ so với nhiễu các tham số. Tại quỹ đạo tròn ổn định trong cùng, cực tiểu cục bộ trở thành điểm uốn.
Dạng sóng hấp dẫn được tạo ra rất quan trọng đối với việc dự đoán và xác nhận các quan sát. Khi quá trình xoắn ốc đạt đến vùng mạnh của trường hấp dẫn của lỗ đen, các sóng phân tán trong vùng tạo ra cái được gọi là "đuôi sau Newton" (Post Newtonian tail - PN tail).
Trong giai đoạn "ringdown" của lỗ đen Kerr, hiện tượng kéo khung (frame-dragging) tạo ra sóng hấp dẫn với tần số ở chân trời sự kiện. Ngược lại, giai đoạn "ringdown" của lỗ đen Schwarzschild trông giống như sóng phân tán từ quỹ đạp xoắn ốc, nhưng không có sóng trực tiếp.
Phản ứng bức xạ có thể được tính toán bằng công thức Padé với sóng hấp dẫn. Một kỹ thuật để thiết lập và tính toán bức xạ là kỹ thuật  Cauchy ( Cauchy characteristic extraction technique - CCE) cho phép ước lượng gần đúng ở khoảng cách vô cùng, mà không cần phải tính toán ở khoảng cách hữu hạn lớn hơn và lớn hơn.
Khối lượng cuối cùng của lỗ đen thu được phụ thuộc vào định nghĩa của khối lượng trong thuyết tương đối rộng. Khối lượng Bondi (MB) được tính từ công thức khối lượng Bondi-Sach. {\displaystyle {\frac {dM_{B}}{dU}}=-f(U)}. Với f(U) là thông lượng sóng hấp dẫn trong mọt lượng thời gian U. f là một tích phân mặt của hàm News tại vô cực thay đổi theo góc khối. Năng lượng Arnowitt-Deser-Misner (ADM) hoặc khối lượng ADM là khối lượng được đo ở khoảng cách vô hạn và bao gồm tất cả các bức xạ hấp dẫn được phát ra và được biểu diễn theo công thức: {\displaystyle M_{ADM}=M_{B}(U)+\int _{-\infty }^{U}F(V)dV}.

## Hình dạng
Một trong những vấn đề cần giải quyết là hình dạng hoặc cấu trúc của chân trời sự kiện trong quá trình sáp nhập lỗ đen.
Khi hai lỗ đen tiến lại gần nhau, một hình dạng 'mỏ vịt' nhô ra từ hai chân trời sự kiện về phía chân trời sự kiện kia. Phần lồi này kéo dài hơn và hẹp hơn cho đến khi nó gặp phần nhô ra từ lỗ đen kia. Tại thời điểm này, đường chân trời sự kiện có hình chữ X rất hẹp tại điểm giao nhau. Các phần nhô ra được rút ra thành một sợi mảnh. Điểm giao nhau mở rộng thành một kết nối gần như hình trụ được gọi là cầu nối.
Các mô phỏng vào năm 2011 đã không tạo ra bất kỳ chân trời sự kiện nào với cấu trúc liên kết hình xuyến (hình vòng). Một số nhà nghiên cứu cho rằng có thể xảy ra một số trường hợp, ví dụ, một số lỗ đen trong cùng một quỹ đạo gần tròn kết hợp lại với nhau.

## Cái giật lùi
Một kết quả bất ngờ có thể xảy ra với các lỗ đen đôi khi hợp nhất, trong đó sóng hấp dẫn mang theo động lượng và cặp lỗ đen hợp nhất dường như vi phạm định luật thứ ba của Newton. Vận tốc bị ném đi là lớn nhất (đạt tới 5000 km/s) xảy ra đối với các lỗ đen đôi có khối lượng bằng nhau và độ lớn vận tốc quay bằng nhau, và các hướng quay là ngược chiều, song song với mặt phẳng quỹ đạo hoặc gần như thẳng hàng với mô men động lượng quỹ đạo. Vận tốc như này là đủ để các lỗ đen thoát khỏi các thiên hà lớn. Trường hợp khác, hiệu ứng nhỏ hơn sẽ xảy ra, có lẽ chỉ vài trăm km mỗi giây. Loại tốc độ này sẽ đẩy các lỗ đen đôi hợp nhất , do đó ngăn cản sự hình thành các lỗ đen lớn . Đổi lại, điều này làm giảm cơ hội của các vụ sáp nhập tiếp theo, và do đó cơ hội phát hiện ra sóng hấp dẫn. Đối với các lỗ đen không quay, vận tốc giật tối đa là 175 km/s xảy ra đối với các khối lượng theo tỷ lệ năm trên một. Khi các vòng quay thẳng hàng trong mặt phẳng quỹ đạo, có thể xảy ra hiện tượng giật 5000 km/s với hai lỗ đen giống hệt nhau.
Các thông số bao gồm thời điểm mà các lỗ đen hợp nhất, tỷ lệ khối lượng tạo ra cú giật cực đại và khối lượng / năng lượng được bức xạ qua sóng hấp dẫn. Trong một vụ va chạm trực diện, khối lượng / năng lượng được bức xạ qua sóng hấp dẫny được tính là 0,002 hoặc 0,2%. Một trong những ứng cử viên sáng giá nhất của lỗ đen siêu lớn bị giật lùi là CXO J101527.2 + 625911.

## Du hành vũ trụ
Người ta đã đưa ra giả thuyết rằng các lỗ đen đôi có thể truyền năng lượng và động lượng cho một tàu vũ trụ bằng cách sử dụng "halo drive", khai thác sự co dãn của không thời gian và song hấp dẫn để di chuyển.  Ngay cả một phi thuyền có kích thước hành tinh cũng sẽ tăng tốc với tốc độ vượt quá tốc độ của lỗ đen đang đến gần. Nếu đúng, các lỗ đen đôi này có thể sẽ là một dạng phương tiện để du hành xuyên thiên hà.